# Rhabdomastix optata
Rhabdomastix optata är en tvåvingeart som beskrevs av Alexander 1923. Rhabdomastix optata ingår i släktet Rhabdomastix och familjen småharkrankar. Inga underarter finns listade i Catalogue of Life.